# Каприольо, Дебора
Дебора Каприольо (итал. Debora Caprioglio) — итальянская актриса.

## Биография
Приобрела известность, снявшись в эротическом фильме Тинто Брасса «Паприка» (1991). Сыграв в ещё одном эротическом фильме «Подглядывая за Мариной» и комедии «Сен-Тропе, Сен-Тропе», Дебора снялась в драме «С закрытыми глазами» режиссёра Франчески Аркибуджи.
После роли в фильме «Римский отель» Дебора на некоторое время оставила кинематограф, посвятив себя театру и телевидению.
В 2007 году приняла участие в итальянской версии реалити-шоу Celebrity Survivor.
В 2010 году решила заняться политикой, вступив в партию Alliance of the Centre, где руководила направлением культуры.

## Личная жизнь
В 1987—1989 годах была замужем за актёром и режиссёром Клаусом Кински.
7 сентября 2008 года вышла замуж за актёра и режиссёра Анджело Мареска.

## Фильмография
| Год  |    | Русское название                | Оригинальное название           | Роль                                   |
| ---- | -- | ------------------------------- | ------------------------------- | -------------------------------------- |
| 1988 | ф  | Крупные охотники                | Grandi cacciatori               | Дебора                                 |
| 1989 | ф  | Маска демона                    | La maschera del demonio         | Сабина                                 |
| 1989 | ф  | Паганини                        | Kinski Paganini                 | Антониа Бьянки / итал. Antonia Bianchi |
| 1991 | ф  | Паприка                         | Paprika                         | Паприка / итал. Paprika                |
| 1992 | ф  | Сен-Тропе, Сен-Тропе            | Saint Tropez - Saint Tropez     | Элеонора / итал. Eleonora              |
| 1992 | ф  | Подглядывая за Мариной          | Spiando Marina                  | Марина Вальдес / итал. Marina Valdez   |
| 1994 | ф  | С закрытыми глазами             | Con gli occhi chiusi            | Жисола / итал. Ghisola                 |
| 1995 | тф | Прощай и возвращайся            | Addio e ritorno                 | имя персонажа неизвестно               |
| 1995 | ф  | Storia d'amore con i crampi     | Storia d'amore con i crampi     | Алессия                                |
| 1996 | ф  | Римский отель                   | Albergo Roma                    | Жинкриста / итал. Ginecriste           |
| 1996 | тф | «Самсон и Далила»               | Sansone e Dalila                | Рани                                   |
| 1998 | тф | Пятнадцатый апостол             | La quindicesima epistola        | Квинталина                             |
| 1999 | с  | Non lasciamoci più              | Non lasciamoci più              | Лаура Бини                             |
| 2001 | с  | Non lasciamoci più 2            | Non lasciamoci più 2            | Лаура Бини                             |
| 2002 | тф | Un maresciallo in gondola       | Un maresciallo in gondola       | Ведона Дзанин / итал. Vedova Zanin     |
| 2004 | тф | Двойная жизнь                   | Posso chiamarti amore?          | Эльвира / итал. Elvira                 |
| 2005 | с  | Учительница, попробуйте ещё раз | Provaci ancora prof!            | Беттина / итал. Bettina                |
| 2005 | тф | Ricomincio da me                | Ricomincio da me                | Серена Порфири                         |
| 2007 | с  | Преступления                    | Crimini                         | Гайя / итал. Gaia                      |
| 2007 | тф | Преступления                    | Crimini: Morte di un confidente | Гайя / итал. Gaia                      |
| 2007 | ф  | Заселяя замки Венарии-Реале     | Ripopolare la reggia            | имя персонажа неизвестно               |
| 2009 | с  | I Cesaroni                      | I Cesaroni                      | Тереза                                 |